# The Lonesome Heart
The Lonesome Heart è un mediometraggio del 1915 diretto da William Desmond Taylor.
Earl S. Fairbanks si basò sulla sceneggiatura di Mary H. O'Connor per un racconto breve pubblicato su Picture-Play Weekly del 3 luglio 1915.

## Trama
Per sfuggire alle angherie cui è sottoposta dalla crudele direttrice dell'orfanotrofio, la giovane Samanthy tenta la via della fuga, una soluzione che le viene ispirata dai romanzi che legge. Rifugiatasi in un bosco, si addormenta. Viene salvata dal giovane George Stuart che ai suoi occhi appare come un principe delle fate. George la porta a casa e la affida alle cure della sua vecchia nutrice che prodiga alla trovatella tutto l'affetto di una vera madre. La bellezza di Samanthy e, a poco a poco, si innamora di lei. Ma il vecchio Stuart, il padre di George, interviene e Samanthy è costretta a tornare all'orfanotrofio. Sara Prue, la direttrice, adesso ricatta Stuart che lei aveva visto anni prima abbandonare sui gradini dell'orfanotrofio la piccola Samanthy, avvolta in uno sciallo che aveva intrecciato nella trama il nome di Dorothy Loomis. Stuart però confessa tutto: dopo la morte del suo socio, lui si era impossessato dei suoi beni e ne aveva fatto sparire la figlia, che altri non è che Samanthy, abbandonandola davanti all'orfanotrofio.

## Produzione
Il film, prodotto dalla American Film Manufacturing Company, venne girato in gran parte negli studios di Santa Barbara della compagnia.
Trenta bambini furono ingaggiati per i ruoli di contorno del film, molti dei quali si sarebbero innamorati dell'attrice Margarita Fischer. Si racconta che i piccoli abbiano di conseguenza reagito con orrore a vedere la scena in cui l'attrice veniva frustata da Lucille Ward, l'altra protagonista della storia.

## Distribuzione
Il copyright del film, richiesto dalla American Film Mfg. Co., fu registrato il 28 maggio 1915 con il numero LU5411.
Distribuito dalla Mutual, il film uscì nelle sale statunitensi il 3 giugno 1915.

### Conservazione
Non si conoscono copie ancora esistenti della pellicola che viene considerata presumibilmente perduta.